# Rayne (Luizjana)
Rayne – miasto w Stanach Zjednoczonych, w stanie Luizjana, w parafii Acadia.